# Circondario di Siegen-Wittgenstein
Il circondario di Siegen-Wittgenstein è situato nella Renania Settentrionale-Vestfalia, ha come capoluogo la città universitaria di Siegen. 
La popolazione complessiva è di 274 342 abitanti.

## Città e comuni
Fanno parte del circondario undici comuni di cui sette sono classificati come città (Stadt). Una delle città è classificata come grande città di circondario (Große kreisangehörige Stadt) e due come media città di circondario (Mittlere kreisangehörige Stadt).
(Abitanti al 31 dicembre 2021)
Città
1. Bad Berleburg (18 709)
2. Bad Laasphe (13 337)
3. Freudenberg (17 677)
4. Hilchenbach (14 583)
5. Kreuztal, media città di circondario (30 787)
6. Netphen, media città di circondario (23 116)
7. Siegen, grande città di circondario (101 516)

Comuni
1. Burbach (14 924)
2. Erndtebrück (6 937)
3. Neunkirchen (12 994)
4. Wilnsdorf (19 762)